# Israel Houghton
Israel Houghton, född 19 maj 1971, är en amerikansk lovsångsledare och gospelsångare. Han jobbar som lovsångsledare i Lakewood church i Houston, Texas och är frontman för bandet Israel & New Breed.
Sedan debuten 1997 har han släppt flera album, både som soloartist och tillsammans med New Breed.
Houghton har också samarbetat med flera artister, däribland Alicia Keys, Kirk Franklin, Michael W. Smith och Planetshakers.
Houghton har gjort en spelning i Sverige, på Cirkus i Stockholm den 14 maj 2011.

## Diskografi
- 1997 – Whisper It Loud
- 2001 – New Season (med New Breed)
- 2002 – Real (med New Breed)
- 2004 – Live from Another Level (med New Breed)
- 2005 – Alive in South Africa (med New Breed)
- 2006 – A Timeless Christmas (med New Breed)
- 2007 – A Deeper Level (med New Breed)
- 2009 – The Power of One
- 2010 – Love God, Love People
- 2012 – Jesus at the Center (med New Breed)
- 2015 – Covered: Alive in Asia (med New Breed)